# Bernd Hobsch
Bernd Hobsch (nascido em 7 de maio de 1968) é um ex-futebolista alemão, que atuava como atacante. Ele participou de mais de 230 partidas nos altos escalões da Alemanha, seja em competições da Bundesliga ou da DDR-Oberliga.
Hobsch disputou uma partida pela Seleção Alemã de Futebol, sendo que foi convocado pelo treinador Berti Vogts após conquistar o título da Bundesliga de 1992-93 pelo Werder Bremen. O jogo que Hobsch participou foi um amistoso diante da Tunísia.

## Títulos
Werder Bremen
- Bundesliga: 1992–93